# Heinrich IX. Reuß zu Köstritz (1827–1898)
Heinrich IX. Prinz Reuß zu Köstritz, auch Heinrich IX. Prinz Reuß j. L. (* 3. März 1827 in Neuhoff bei Schmiedeberg; † 1. August 1898 ebenda) war ein deutscher Verwaltungsbeamter und Offizier.

## Leben
Heinrich IX. Prinz Reuß zu Köstritz war der Sohn von Prinz Heinrich LXXIV. Reuß zu Köstritz (1798–1886) und seiner ersten Frau, Clementine geb. Gräfin von Reichenbach-Goschütz (1805–1849). Er besuchte das Gymnasium in Niesky und studierte an der Rheinischen Friedrich-Wilhelms-Universität, Bonn. 1849 wurde er Mitglied des Corps Borussia Bonn. Er wurde Herr auf Jänkendorf und Neuhoff. Von 1874 bis 1894 war er Landrat im Kreis Hirschberg im Riesengebirge. Reuß zu Köstritz war Teilnehmer am Schleswig-Holsteinischen Krieg (1848–1851), Deutsch-Dänischen Krieg, Deutschen Krieg und Deutsch-Französischen Krieg und war Generalmajor à la suite.
Von 1879 bis 1882 saß Reuß als Abgeordneter des Wahlkreises Liegnitz 7 (Hirschberg, Schönau) im Preußischen Abgeordnetenhaus. Er gehörte der Fraktion der Konservativen Partei an. Er war Mitglied des Provinziallandtags der Provinz Schlesien. In der Evangelischen Kirche gehörte er der Generalsynode und Provinzialsynode Schlesiens an. Er war verheiratet mit Anna Freiin von Zedlitz und Leipe (1829–1907).
Sein Sohn Prinz Heinrich XXX. Reuß zu Köstritz (1864–1939), königlich-preußischer Major und Bataillonskommandeur im Leib-Grenadier-Regiment „König Friedrich Wilhelm III.“ sowie Ritter des Johanniterordens, war der letzte Besitzer von Schloss Neuhof.